# Bob Webster
Robert David "Bob" Webster, född 25 oktober 1938 i Berkeley i Kalifornien, är en amerikansk före detta simhoppare.
Webster blev olympisk guldmedaljör i höga hopp vid sommarspelen 1960 i Rom och vid sommarspelen 1964 i Tokyo.